# Coupe d'Afrique-Occidentale française
 (mars 2010).
Si vous disposez d'ouvrages ou d'articles de référence ou si vous connaissez des sites web de qualité traitant du thème abordé ici, merci de compléter l'article en donnant les références utiles à sa vérifiabilité et en les liant à la section « Notes et références ».
La Coupe d'Afrique-Occidentale française était une compétition entre clubs de football des anciens territoires français d'Afrique de l'Ouest. Cette région comprenait le Dahomey (Bénin aujourd'hui), Haute-Volta (Burkina Faso), Guinée, Côte d'Ivoire, Soudan français (Mali), Mauritanie, Niger et Sénégal. Le Togo faisait également partie de cette région mais ces clubs n'y participèrent que lors des 5 dernières éditions.
La première édition a eu lieu en 1948, la dernière en 1960, au moment de l'indépendance des pays des clubs participants.

## Palmarès

### Palmarès par édition
| #  | Année   | Vainqueur              | Résultat | Finaliste                  | Demi-finalistes                                   |
| -- | ------- | ---------------------- | -------- | -------------------------- | ------------------------------------------------- |
| 1  | 1947    | US Gorée               | 2 - 1    | ASC Jeanne d'Arc           | Espoir Saint-Louis Espérance Rufisque             |
| 2  | 1948    | Foyer France Sénégal   | 4 - 0    | Jeunesse Club d'Abidjan    | Saint-Louisienne Racing Club de Conakry           |
| 3  | 1949    | Racing Club de Dakar   | 3 - 0    | Racing Club de Conakry     | Espoir Saint-Louis USC Bassam                     |
| 4  | 1949/50 | Racing Club de Conakry | 4 - 2    | Espoir Saint-Louis         | USC Bassam Jeanne d'Arc du Soudan                 |
| 5  | 1950/51 | ASC Jeanne d'Arc       | 3 - 1    | Jeanne d'Arc du Soudan     | Africa Sports US Indigène                         |
| 6  | 1951/52 | ASC Jeanne d'Arc       | 2 - 0    | Etoile Sportive Porto Novo | Africa Sports Foyer France Sénégal                |
| 7  | 1952/53 | Jeanne d'Arc du Soudan | 3 - 1    | Racing Club de Conakry     | US Gorée Jeunesse Club d'Abidjan                  |
| 8  | 1953/54 | US Gorée               | 1 - 0    | Foyer du Soudan            | Étoile Sportive Porto-Novo Racing Club de Conakry |
| 9  | 1954/55 | US Gorée               | 7 - 0    | ASEC Abidjan               | AS Porto-Novo Avenir Saint-Louis                  |
| 10 | 1955/56 | Jeanne d'Arc du Soudan | 3 - 0    | ASEC Abidjan               | Foyer France Sénégal Essor                        |
| 11 | 1956/57 | Réveil de Saint-Louis  | 4 - 1    | Africa Sports              | Étoile Filante de Lomé Jeanne d'Arc du Soudan     |
| 12 | 1957/58 | Africa Sports          | 5 - 0    | ASEC Abidjan               | Foyer France Sénégal Société Sportive de Guinée   |
| 13 | 1958/59 | Saint-Louisienne       | 2 - 1    | CO Modèle de Lomé          | Stella d'Abidjan ASC Jeanne d'Arc                 |
| 14 | 1960    | Étoile Filante de Lomé | 2 - 1    | Jeanne d'Arc du Soudan     | AS Cotonou Saint-Louisienne                       |

### Palmarès par club
| Rang  | Clubs                         | Titres | Finales | Total |
| ----- | ----------------------------- | ------ | ------- | ----- |
| 1     | US Gorée                      | 3      | 0       | 3     |
| 2     | Jeanne d'Arc du Soudan        | 2      | 2       | 4     |
| 3     | ASC Jeanne d'Arc              | 2      | 1       | 3     |
| 4     | Racing Club de Conakry        | 1      | 2       | 3     |
| 5     | Africa Sports                 | 1      | 1       | 2     |
| 6     | Foyer France Sénégal          | 1      | 0       | 1     |
| 6     | Racing Club de Dakar          | 1      | 0       | 1     |
| 6     | Réveil de Saint-Louis         | 1      | 0       | 1     |
| 6     | Saint-Louisienne              | 1      | 0       | 1     |
| 6     | Étoile filante de Lomé        | 1      | 0       | 1     |
| 11    | ASEC Abidjan                  | 0      | 3       | 3     |
| 12    | Espoir de Saint-Louis         | 0      | 1       | 1     |
| 12    | Étoile sportive de Porto-Novo | 0      | 1       | 1     |
| 12    | Foyer du Soudan               | 0      | 1       | 1     |
| 12    | Jeunesse Club d'Abidjan       | 0      | 1       | 1     |
| 12    | CO Modèle de Lomé             | 0      | 1       | 1     |
| Total | Total                         | 14     | 14      | 28    |

### Palmarès par territoires
| Rang | Pays            | Victoires | Finales perdues |
| ---- | --------------- | --------- | --------------- |
| 1    | Sénégal         | 9         | 2               |
| 2    | Soudan français | 2         | 3               |
| 3    | Côte d'Ivoire   | 1         | 5               |
| 4    | Guinée          | 1         | 2               |
| 5    | Togo            | 1         | 1               |
| 6    | Dahomey         | 0         | 1               |
| -    | Haute-Volta     | 0         | 0               |
| -    | Niger           | 0         | 0               |